# Crassotyla amurica
Crassotyla amurica är en mångfotingart som beskrevs av Sergei I. Golovatch 1980. Crassotyla amurica ingår i släktet Crassotyla och familjen Conotylidae. Inga underarter finns listade i Catalogue of Life.